# GIT
G.I.T. (originalmente GIT, pelas iniciais dos integrantes: Guyot, Iturri e Toth) foi um grupo de soft rock/new wave, originário de Buenos Aires, Argentina, surgido no início da década de 1980, e que se separou na década de 1990. Integrada por Pablo Guyot (guitarras e vocal), Alfredo Toth (voz e baixo) e Willy Iturri (bateria e vocal).
O grupo se formou al separar-se da banda de Charly García, que foi o produtor de seu primeiro disco. As canções Acaba de nacer e La calle es su lugar (Ana).

## Discografia
- GIT (1984)
- GIT Volumen 2, (1985)
- GIT Volumen 3 (1986)
- Primera Sangre (1988)
- Distorsión (1992)
- Él álbum (1994)
- Oro (2003)